# Ophiorrhiza sichuanensis
Ophiorrhiza sichuanensis là một loài thực vật có hoa trong họ Thiến thảo. Loài này được H.S.Lo mô tả khoa học đầu tiên năm 1991.